# Marcelle Mallet
Pour les articles homonymes, voir Mallet et Sainte Marcelle.
Marcelle Mallet (Côte-des-Neiges, 26 mars 1805 - Québec, 9 avril 1871) est une religieuse canadienne fondatrice des Sœurs de la Charité de Québec et reconnue vénérable par l'Église catholique.

## Biographie
Marcelle Mallet naît à la Côte-des-Neiges le 26 mars 1805. Son père décède le 23 avril 1810 à 34 ans, et sa mère l'envoie chez un oncle à Lachine pour lui permettre d’aller à l’école des sœurs de la congrégation de Notre-Dame de Montréal où elle fait sa première communion en 1817. À 16 ans, elle annonce à sa famille qu’elle veut devenir religieuse. Le 6 mai 1824, Marcelle, âgée de 19 ans, entre comme novice chez les sœurs de la charité de Montréal à l’hôpital général et prononce ses vœux deux ans plus tard. Le 1er avril 1845, sœur Mallet est élue à la charge d’assistante.
En mai 1849, Mgr Pierre-Flavien Turgeon demande aux sœurs de la Charité de Montréal de prendre en charge l'orphelinat de l'association de charité des dames catholiques de Québec. La fondation est confiée à Marcelle, âgée de 44 ans, accompagnée de quatre jeunes professes et d'une novice. Elles arrivent le 22 août 1849 et s'occupent de l'orphelinat pour filles, puis ouvrent des classes, accueillent des dames âgées, organisent des soins à domicile pour malades et fondent un orphelinat pour garçons. En 1854, elles se séparent des sœurs de la Charité de Montréal et deviennent une congrégation autonome.
En 1863 l’évêque de Québec, Charles-François Baillargeon, impose de nouvelles règles élaborées par le jésuite Antoine-Nicolas Braun, et inspirées des constitutions de la Compagnie de Jésus. Mère Mallet et plusieurs de ses compagnes auraient voulu garder l'esprit sulpicien de l'école française de spiritualité. Aux élections de 1866, la fondatrice n'est pas réélue. Elle meurt le 9 avril 1871.

## Honneurs et hommages

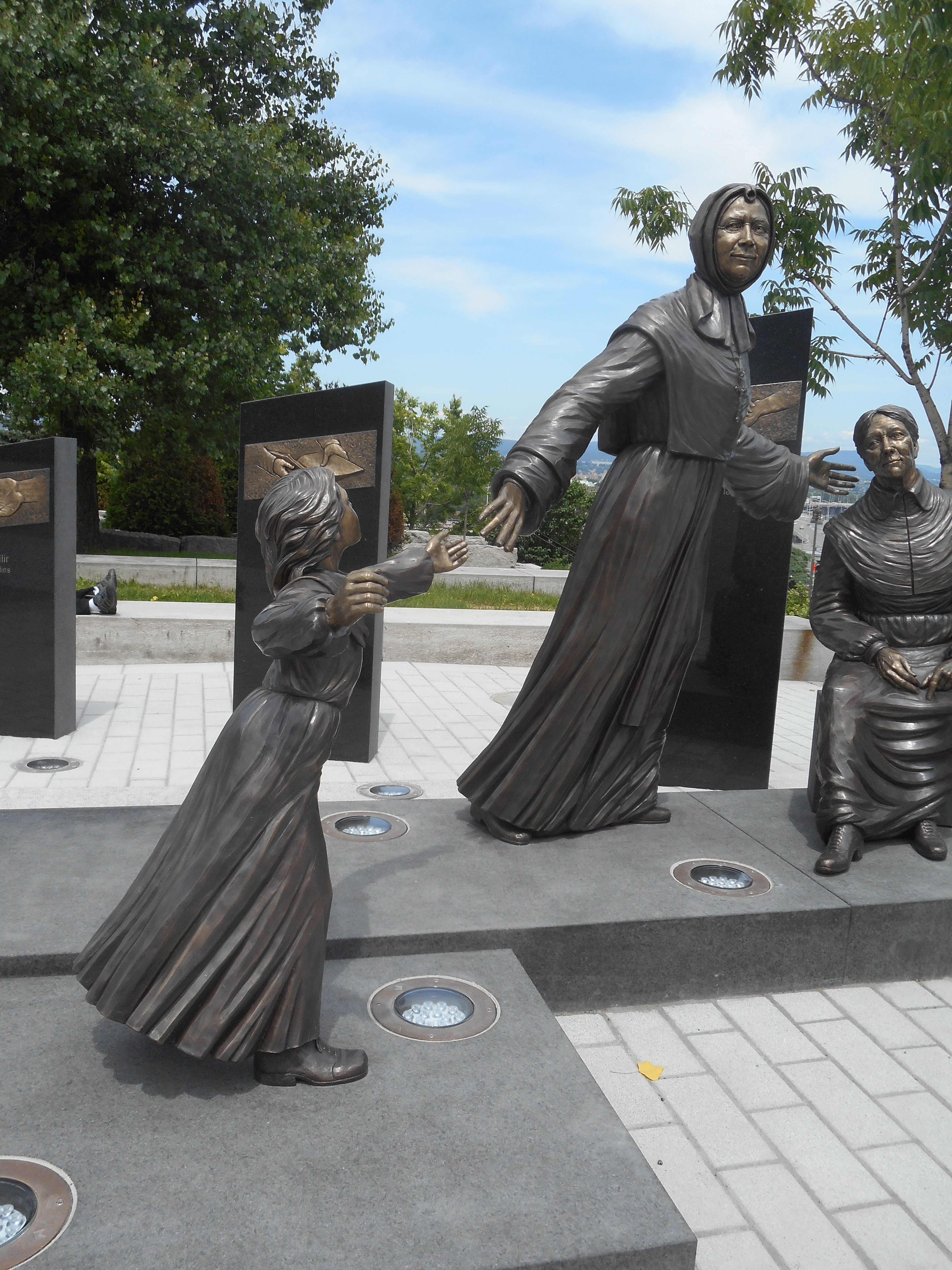
Hommage aux Sœurs de la Charité de Québec, Jules Lasalle, 2015. Marcelle Mallet auprès d'orphelins et d'une dame âgée.

Elle est reconnue vénérable le 27 janvier 2014 par le pape François.
L'avenue Mallet a été nommée en son honneur dans l'ancienne ville de Beauport, en 1972, maintenant présente dans la ville de Québec.